# Hapertse Heide
De Hapertse Heide is een natuurgebied gelegen in de gemeente Bladel bij het dorp Hapert. Het gebied is 75 ha groot, ligt ten zuiden van de snelweg A67 en is 2,5 km van de Belgische grens verwijderd. De heide is onderdeel van Boswachterij De Kempen en is eigendom van Staatsbosbeheer. 
De Hapertse Heide is een overblijfsel van de uitgestrekte heidevelden in het grensgebied van Nederland en België, die begin 20e eeuw grotendeels bebost werden. Het provinciebestuur besloot dit te doen omdat er grote vraag was naar grenenhout voor de Limburgse mijnen. 
De Hapertse Heide grenst aan de Cartierheide. De grens tussen deze twee natuurgebieden bestaat uit een breed zandpad. Dit zandpad is een restant van de oude Bredasebaan, ook wel bekend als de landweg van Luik naar Breda. Ten westen ligt het landgoed Pals. Al deze gebieden vormden samen Boswachterij Hapert wat nu onderdeel is van Boswachterij De Kempen. 
Rond en op de heide zijn vele diersoorten te vinden. Zo zijn er op de heide koeien van het Franse ras Bazadaise, afkomstig uit Bazas in de Gironde onder Bordeaux. In het gebied groeien onder meer ronde zonnedauw en klokjesgentiaan. Reptielen als de gladde slang, levendbarende hagedissen en hazelworm leven hier. Ook de heikikker kan men er vinden.